# Qadīr-e Ḩabseh
Qadīr-e Ḩabseh (persiska: Ghadīr-e Ḩabseh, قدیر حبسه) är en ort i Iran.   Den ligger i provinsen Khuzestan, i den centrala delen av landet, 600 km söder om huvudstaden Teheran. Qadīr-e Ḩabseh ligger 16 meter över havet och antalet invånare är 146.
Terrängen runt Qadīr-e Ḩabseh är mycket platt. Runt Qadīr-e Ḩabseh är det ganska tätbefolkat, med 144 invånare per kvadratkilometer. Närmaste större samhälle är Malīget, 14,0 km norr om Qadīr-e Ḩabseh. Trakten runt Qadīr-e Ḩabseh är ofruktbar med lite eller ingen växtlighet.